# Татарка (приток Калалы)
Татарка — река в России, протекает по территории Ставропольского и Краснодарского краёв. Устье реки находится в 15 км по левому берегу реки Калалы. Длина реки — 31 км, площадь водосборного бассейна — 169 км².

## Данные водного реестра
По данным государственного водного реестра России относится к Донскому бассейновому округу, водохозяйственный участок реки — Егорлык от Новотроицкого гидроузла и до устья, речной подбассейн реки — бассейн притоков Дона ниже впадения Северского Донца. Речной бассейн реки — Дон (российская часть бассейна).
Код объекта в государственном водном реестре — 05010500612107000017116.